# Leleith Hodges
Leleith Hodges (née le 22 juin 1953 à Islington) est une athlète jamaïcaine spécialiste du 100 mètres.

## Carrière

### Palmarès
| Date | Compétition                               | Lieu           | Résultat | Épreuve               | Performance |
| ---- | ----------------------------------------- | -------------- | -------- | --------------------- | ----------- |
| 1974 | Jeux d'Am. centrale et des Caraïbes       | Saint-Domingue | 3e       | 100 mètres            | 11 s 75     |
| 1975 | Championnats d'Am. centre et des Caraïbes | Ponce          | 3e       | 100 mètres            | 12 s 1      |
| 1977 | Championnats d'Am. centre et des Caraïbes | Ponce          | 2e       | 100 mètres            | 11 s 71     |
| 1978 | Jeux d'Am. centrale et des Caraïbes       | Medellín       | 2e       | 100 mètres            | 11 s 63     |
| 1979 | Championnats d'Am. centre et des Caraïbes | Guadalajara    | 1re      | 100 mètres            | 11 s 64     |
| 1980 | Jeux olympiques d'été                     | Moscou         | 6e       | Relais 4 × 100 mètres | 43 s 19     |
| 1981 | Championnats d'Am. centre et des Caraïbes | Saint-Domingue | 1re      | 100 mètres            | 11 s 38     |
| 1982 | Jeux du Commonwealth                      | Brisbane       | 3e       | Relais 4 × 100 mètres | 43 s 69     |
| 1983 | Championnats du monde                     | Helsinki       | 3e       | Relais 4 × 100 mètres | 42 s 73     |

### Records
| Épreuve    | Performance | Lieu     | Date        |
| ---------- | ----------- | -------- | ----------- |
| 100 mètres | 11 s 14     | Westwood | 8 juin 1978 |